# Гаджа, Пётр Миронович
Пётр Миронович Гаджа (укр. Петро Миронович Гаджа, 3 июля 1966, Рахов, Закарпатская область, УССР — 22 марта 2014, Киев, Украина) — участник Евромайдана, один из погибших Небесной сотни. Герой Украины (2014, посмертно).

## Биография
Жил в Киеве, на Преображенской улице, 27. У него осталась жена Марина и 19-летний сын Константин.

## На Майдане
Был на Майдане с первых дней, занимался ночными дежурствами, входил в восьмую сотню. Принимал участие в предотвращении попыток разогнать Евромайдан. Во время событий под Верховной Радой, будучи отравленным газом, не хотел ложиться в больницу. В конце февраля попал в больницу. Почти месяц лечился от газовых ожогов бронхов и лёгких. За несколько дней до смерти покинул больницу, но 22 марта умер.

## Почтение памяти
Похоронен 25 марта в селе Гоголев Броварского района. Прощание состоялось на Майдане Незалежности в Киеве в 11:00.
В Киеве на доме по ул. Преображенской, 27, где жил Петр Гаджа, установлена мемориальная доска.
На фасаде Бутенковской школы, в Кобелякском районе Полтавской области, которую Гаджа окончил в 1981 году, в марте 2017 года была торжественно открыта мемориальная доска.

## Награды
- Звание Герой Украины с вручением ордена «Золотая Звезда» (21 ноября 2014, посмертно) — за гражданское мужество, патриотизм, героическое отстаивание конституционных принципов демократии, прав и свобод человека, самоотверженное служение Украинскому народу, обнаруженные во время Революции достоинства[4].
- Медаль «За жертвенность и любовь к Украине» (УПЦ КП, июнь 2015) (посмертно)[5].

## В литературе
Киевская поэтесса Ирина Рассветная посвятила Гадже стихотворение.